# 稲葉正弘
稲葉 正弘（いなば まさひろ）は、山城国淀藩の第6代藩主。正成系稲葉家宗家10代。官位は従五位下、美濃守、佐渡守。通称は宇右衛門。

## 経歴
明和8年（1771年）、父の死去により跡を継ぐ。安永2年（1773年）9月12日、嗣子無くして27歳で死去し、跡を弟で養嗣子の正諶が継いだ。法号は純正院。

## 系譜
父母
- 稲葉正益（父）
- 伊達吉村の娘（母）

正室、継室
- 伊達宗村の娘（正室）
- 員姫、輪光院（継室） - 松平容貞の娘

子女
- 有馬誉純正室

養子
- 稲葉正諶 - 正益の次男